# مارک باون
مارک باون (۷ دسامبر ۱۹۶۳) یک بازیکن فوتبال اهل ولز است. وی در تیم ملی فوتبال ولز بازی کرده است.